# Vitalino Canas
Vitalino José Ferreira Prova Canas (Caldas da Rainha, 14 de Julho de 1959) é um professor universitário, advogado e político português.

## Biografia
Licenciado, mestre e doutor em Direito, o último dos graus obtidos com uma tese intitulada O princípio da proibição do excesso: em especial, na conformação e no controlo de atos legislativos, publicada em 2017, Vitalino Canas é professor, advogado e jurisconsulto. 
Iniciou a sua carreira docente em 1982, tendo lecionado nas Faculdades de Direito da Universidade de Lisboa, da Universidade de Macau e da Universidade Eduardo Mondlane, em Moçambique, bem como no Instituto Superior de Ciências da Administração e no Instituto Superior de Ciências Policiais e de Segurança Interna. As suas áreas de investigação e ensino são o Direito Constitucional, o Direito Administrativo, a Ciência Política e as Relações Internacionais, bem como os Direitos Fundamentais e Humanos.
É sócio maioritário da sociedade de advogados Vitalino Canas & Associados, em Lisboa, foi consultor jurídico da Fundação Oriente e da Fundação Stanley Ho, desde 2002, do Governo de Cabo Verde, desde 2004, e foi administrador (não executivo) da Companhia de Seguros Sagres, desde 2006. É Presidente da Assembleia Geral do Banco Português de Gestão. Mantém atividade empresarial em em Macau. É membro do CAAD, Centro de Arbitragem Administrativa.
Além disso, entre 1983 e 1984 foi assessor do Gabinete dos Juízes do Tribunal Constitucional, funções que retomaria entre 1993 e 1995; chefiou o gabinete do Governador de Macau, entre 1989 e 1991; em Moçambique foi consultor jurídico do Banco Mundial, em 1991, e do Governo moçambicano, de 1992 a 1995. 
Ainda estudante, Vitalino Canas aderiu à Juventude e ao Partido Socialista, tendo presidido à Comissão Nacional de Jurisdição nas duas estruturas. Entre 1995 e 2002 foi Secretário de Estado da Presidência do Conselho de Ministros, sob a chefia de António Guterres. Desde 2002 até 2019 foi Deputado na Assembleia da República, tendo sido porta-voz nacional do PS, entre 2005 e 2009.
Em 2020, foi escolhido por pelo PS para integrar o Tribunal Constitucional. 
É conhecida a sua filiação no Sporting Clube de Portugal, tendo sido candidato e membro de órgãos sociais do Clube.
É membro do Grande Oriente Lusitano.

### Condecorações
- Grã-Cruz da Ordem de Mayo da Argentina (18 de Junho de 2003)
- Grã-Cruz da Ordem de Rio Branco do Brasil (6 de Janeiro de 2005)[7]